# ویلهلم سولپیز کورز
ویلهلم سولپیز کورز (انگلیسی: Wilhelm Sulpiz Kurz)، (۵ مه ۱۸۳۴–۱۵ ژانویه ۱۸۷۸) گیاه‌شناس آلمانی و مدیر باغ در بوگور، جاوه غربی و کلکته بود. او در هند، اندونزی، برمه، مالزی و سنگاپور کار کرد.

## زندگی
او در آگسبورگ نزدیک مونیخ به دنیا آمد و شاگرد کارل فردریش فیلیپ فون مارتیوس بود. او در دانشگاه مونیخ در رشته گیاه‌شناسی، کانی‌شناسی و شیمی تحصیل کرد. بدبختی‌های خانوادگی در سال ۱۸۵۴ باعث شد که او تحصیل را رها کند و به هلند نقل مکان کند و در آنجا به‌عنوان داروساز کار می‌کرد. او سپس به خدمات پزشکی ارتش استعمار هلند پیوست و در سپتامبر ۱۸۶۵ به جاوه رفت. او در مارس ۱۸۵۷ به بانکا نقل مکان کرد و در سال ۱۸۵۹ به اکسپدیشنی به بوری، سولاوسی (Celebes) پیوست. در سپتامبر همان سال، او به باغ گیاه‌شناسی در بویتنزورگ (Buitenzoorg) پیوست و در آنجا به یک کتابخانه بزرگ دسترسی داشت و با گیاه‌شناسان کار می‌کرد. در سال ۱۸۶۴ توسط توماس اندرسون، که از مستعمرات هلند بازدید می‌کرد تا کشت گنه‌گنه را بررسی کند، مشتاق شد تا با او به‌عنوان متصدی هرباریوم به کلکته بازگردد، پستی که او تا زمان مرگش به نفع گیاه‌شناسی هند بود.

در سال ۱۸۶۶ کورز برای مطالعه گیاگان جزایر آندامان فرستاده شد. هنگامی که در آندامان جنوبی بود، توسط محکومان مورد حمله قرار گرفت و در جنگل بسته شد که منجر به ترک پروژه و بازگشت او به کلکته شد. در سال ۱۸۶۷ از او خواسته شد تا متون گیاه‌شناسی را برای افسران جنگل در برمه بریتانیا بنویسد که او را به سفر و جمع‌آوری در منطقه سوق داد. در نوامبر ۱۸۷۷ او کلکته را به مقصد پنانگ ترک کرد، اما پس از رسیدن در دسامبر بیمار شد و در ۱۵ ژانویه ۱۸۷۸ درگذشت.

## کارها
اثر اصلی کورز، فلور جنگلی برمه بریتانیا، کلکته، ۱۸۷۷، ۲ جلد است. او همچنین مقالاتی در مجله انجمن آسیایی بنگال و مجله گیاه‌شناسی (Journal of Botany) نوشت.